# 湖北省人民委员会
湖北省人民委员会是1955年1月至1968年2月间中华人民共和国湖北省的省级国家行政机关。被湖北省革命委员会取代。

## 历任领导

### 湖北省一届人大期间
- 任期：1955年1月－1958年12月
- 省长：刘子厚 → 张体学（1956年1月－）
- 副省长：张体学（－1956年1月）、熊晋槐（－1958年2月）、刘济荪（－1958年2月) 、李明灏、陈一新、聂国青、王海山、陈经畲、孟夫唐

### 湖北省二届人大期间
- 任期：
- 省长：
- 副省长：

### 湖北省三届人大期间
- 任期：
- 省长：
- 副省长：